# Mariä Himmelfahrt (Schnaitsee)

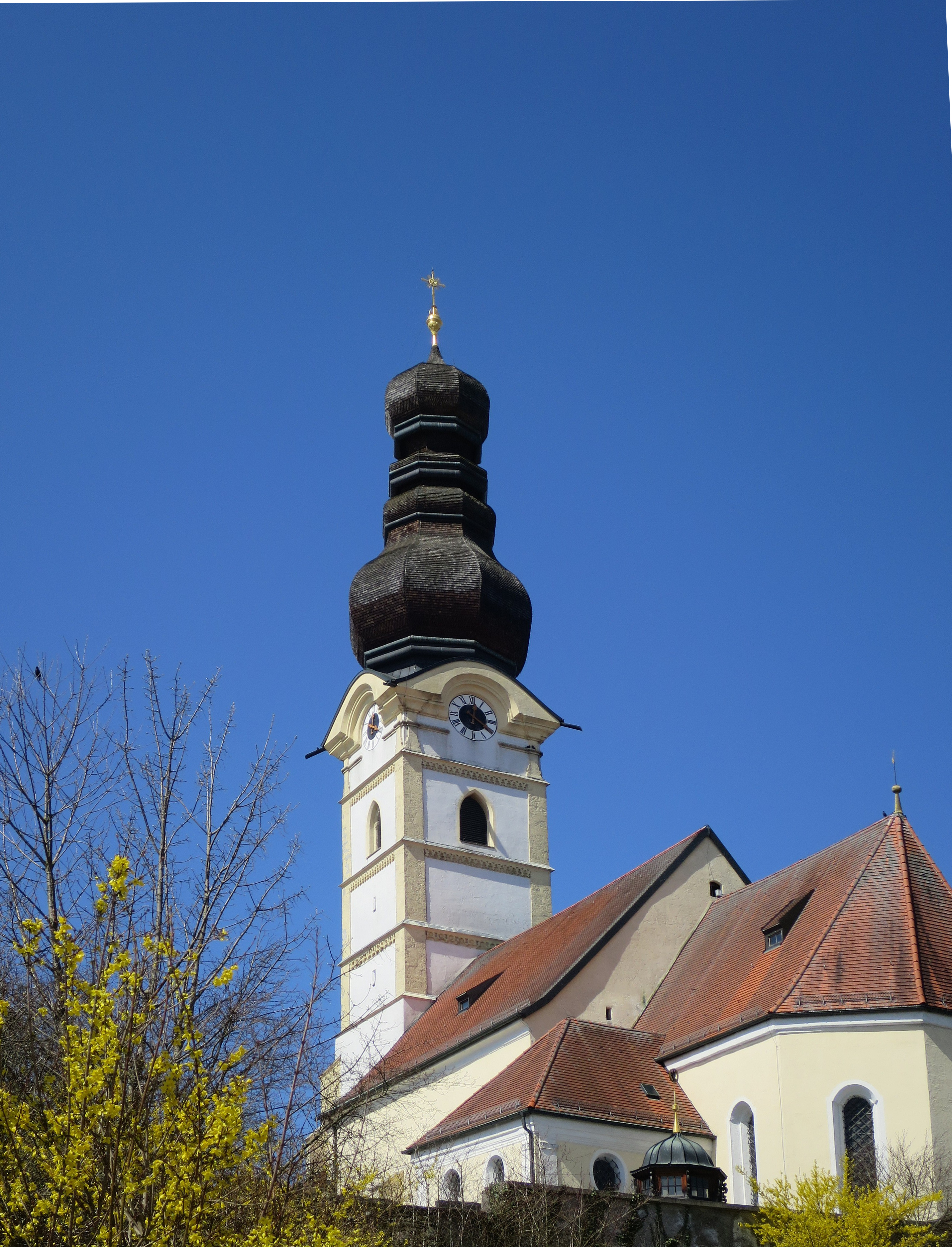
Pfarrkirche Mariä Himmelfahrt in Schnaitsee

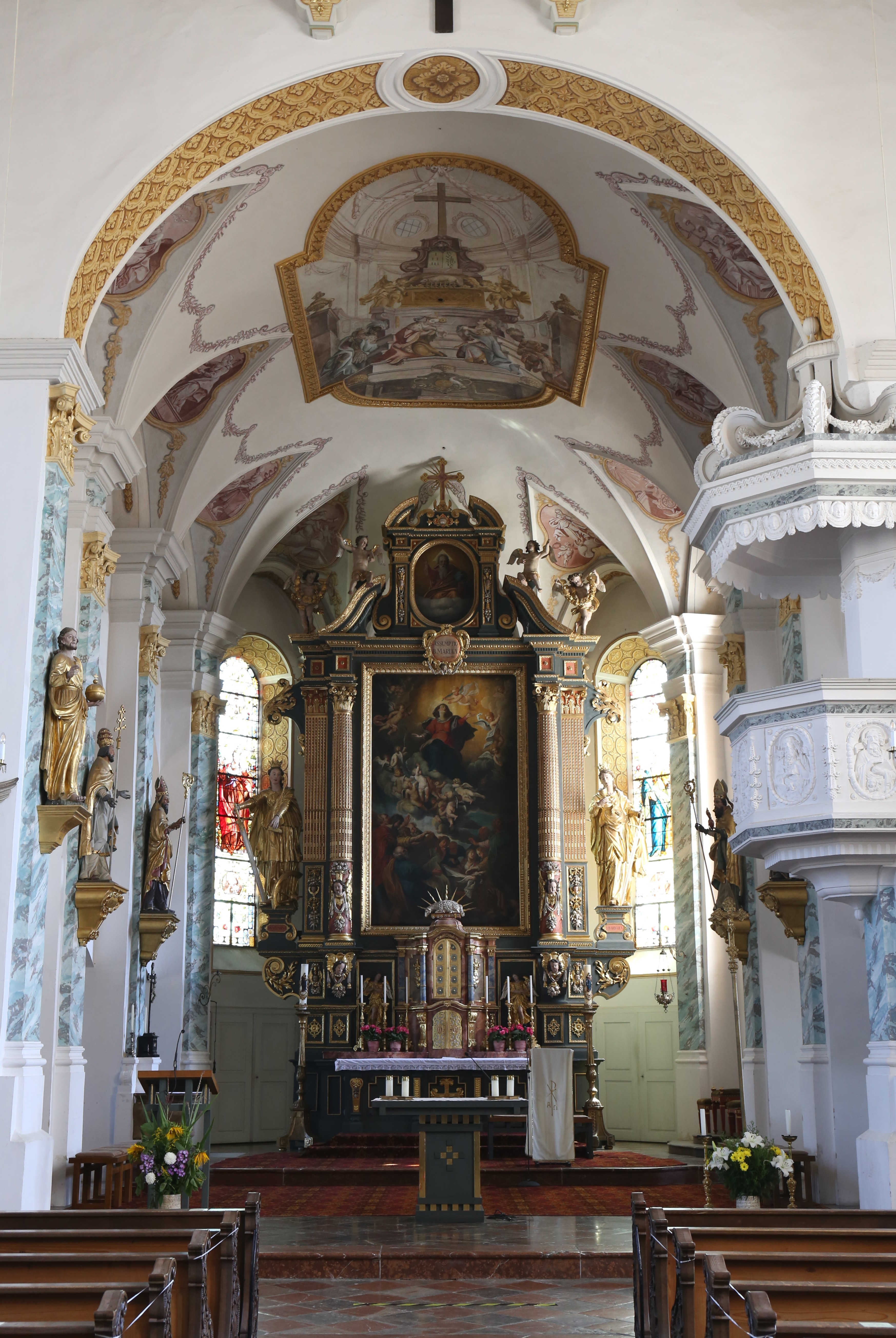
Innenansicht

Die katholische Pfarrkirche Mariä Himmelfahrt in Schnaitsee befindet sich in 607 m Höhe im Ortskern und ist vom Friedhof umgeben. Die Kirche gehört zum Dekanat Rosenheim im Erzbistum München und Freising.

## Geschichte
Der Baumeister Oswald Pürkhel ersetzte den ursprünglichen Bau der Kirche im Jahr 1431 nach dem Entwurf seines Vetters Konrad Pürkhel aus Burghausen. Nach mehreren Veränderungen wurde das Gewölbe in den Jahren 1664 bis 1667 von Kaspar Zucalli aus Graubünden umgebaut und die Kirche barockisiert. Sie gilt als der früheste Barockraum im Landkreis Traunstein.
Die Sakristei und der Turm wurden im Jahr 1724 vergrößert. Nach Anbauten am Chor in den Jahren 1923/1924 erhielt die Kirche ihre heutige äußere Gestalt.

## Äußeres
Die doppelte Zwiebelhaube des 64 m hohen Turms, der durch Gurtgesimse und Friese mit Dreipassbogen gegliedert ist, prägt die Silhouette des Ortes. Die Außenwände wurden über die Höhe der Strebepfeiler bis zur Traufe aufgemauert. Die Dachkonstruktion bekam ein Hängewerk.

## Inneres
Das Langhaus wird durch kräftige Strebepfeiler gegliedert und von einer Stichkappentonne geschlossen. Die Joche sind durch Gurtbänder gestaltet. Der Chor hat einen eingezogenen Schluss, ist also schmaler als das Langhaus.

## Ausstattung
Der Hochaltar wurde im Jahre 1880 vom Schnaitseer Kunstschreiner Sebastian Ametsberger restauriert. Das Altarbild besteht aus zwei Ölgemälden aus der zweiten Hälfte des 17. Jahrhunderts. Durch einen Mechanismus kann es abgesenkt werden. So wird es möglich, verschiedene Bilder zu zeigen, und zwar:
- die Geißelung Jesu während der Fastenzeit
- Maria Himmelfahrt, also die Darstellung des Patroziniums der Kirche, im übrigen Kirchenjahr

Seitenfiguren des Hochaltars sind die Heiligen Katharina und Barbara, beide um 1670 geschaffen. Der Tabernakel wird von Engelsfiguren flankiert. Auf einem Buch mit sieben Siegeln steht eine Skulptur des liegenden Lamm Gottes.
Die Skulpturen von Maria und Johannes am Chorbogen wurden Ende des 17. Jahrhunderts geschnitzt. Die Altarbilder der Seitenaltäre stammen aus der Mitte des 18. Jahrhunderts. Das Altarbild des nördlichen Seitenaltars zeigt die „heiligen drei Madeln“: Katharina, Margareta und Barbara. Das Altarbild des südlichen Seitenaltars stellt Maria als Rosenkranzkönigin dar, die dem hl. Dominikus und der hl. Katharina von Siena den Rosenkranz überreicht. Beide Altäre werden von fast lebensgroßen Erzengelfiguren umrahmt.
Auf Konsolen im Chor stehen Holzfiguren der vier lateinischen Kirchenväter aus der zweiten Hälfte des 17. Jahrhunderts: Augustinus von Hippo, Ambrosius von Mailand, Hieronymus und Gregor der Große. Zur Ausstattung des Langhauses gehören mehrere um 1720 entstandene Arbeiten des Wasserburger Bildhauers Ferdinand Georg Hartmann bzw. aus seiner Werkstatt: die Heiligen Petrus und Paulus, die vier Evangelisten, ein Taufbeckenaufsatz und die Darstellung Christus als Weltenherrscher. Beim Umbau im Jahre 1923 wurde die alte Holzkanzel entfernt und eine hochbarocke Kanzel um den Pfeiler des Chorbogens gebaut, in weißem Stuck mit Ornamenten.
Das Deckengemälde der Marienkapelle malte Franz Joseph Soll um 1768. Es zeigt, wie Esther vor König Ahasver Fürbitte für das jüdische Volk einlegt (Ester 5,1–3 ). Die Marienkapelle ist nach dem Gnadenbild benannt: der Skulptur einer spätgotischen Madonna im Strahlenkranz (um 1460). Sie wurde in einen Rokokoaltar eingefügt. Das Jesuskind hält statt eines Apfels eine Birne in der Hand. Flankiert wird die Madonna von den Heiligen Katharina und Barbara (um 1770).
Die Deckengemälde zeigen:
- im Chorraum eine Allegorie der (damals bekannten) vier Erdteile (Europa, Afrika, Asien und Amerika) und in den Stichkappen ein Marienleben
- im Langhaus die Krönung Mariens durch den dreifaltigen Gott, 1774 von Franz Joseph Stelzer aus Teisbach gemalt, und in den Stichkappen Szenen aus dem Leben Jesu.